# یواس‌اس بالچ (دی‌دی-۳۶۳)
یواس‌اس بالچ (دی‌دی-۳۶۳) (به انگلیسی: USS Balch (DD-363)) یک کشتی بود که طول آن ۳۸۱ فوت ۱ اینچ (۱۱۶٫۱۵ متر) بود. این کشتی در سال ۱۹۳۶ ساخته شد.